# Apollón Epikuriosz temploma (Basszai)

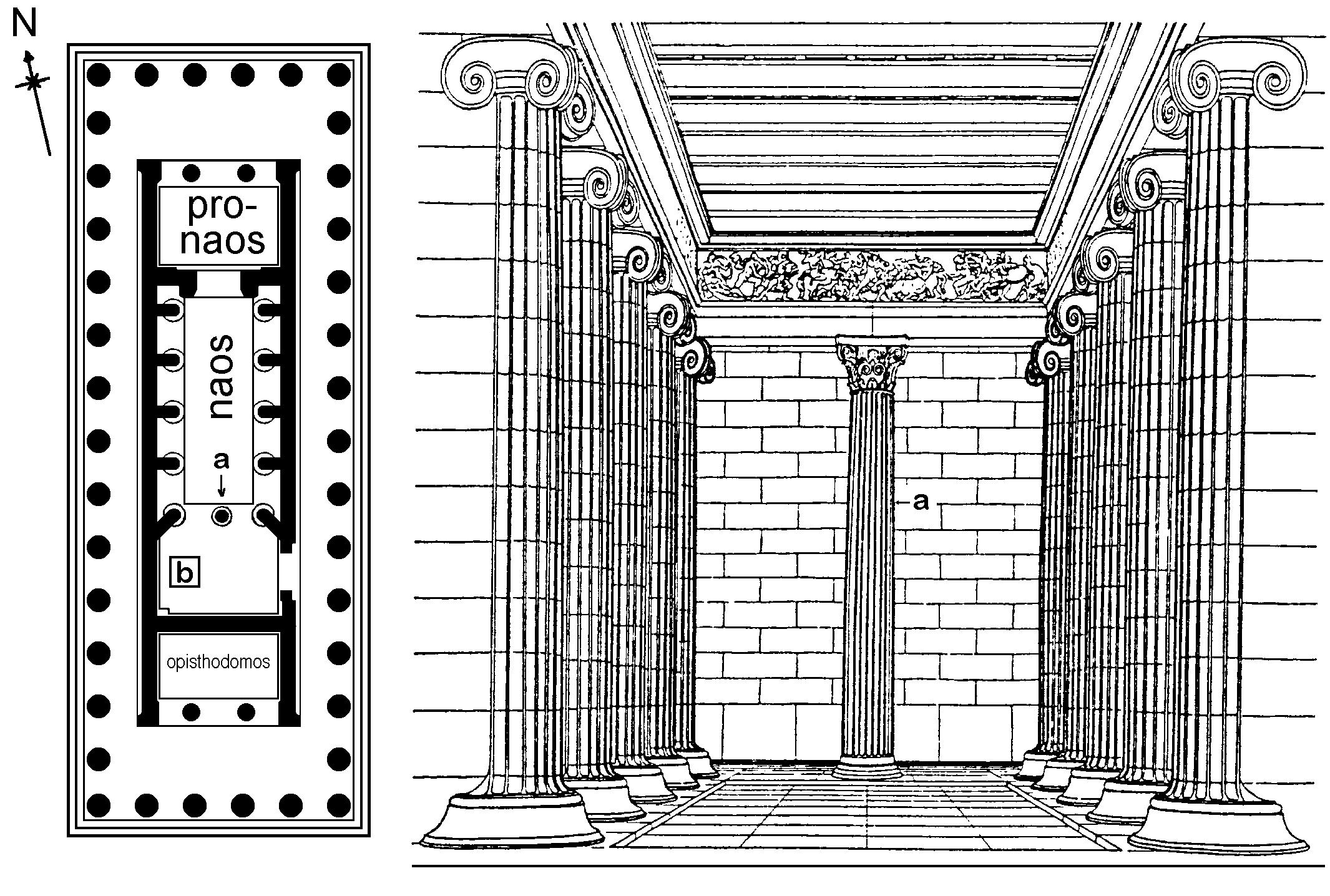
A templom alaprajza és belső része

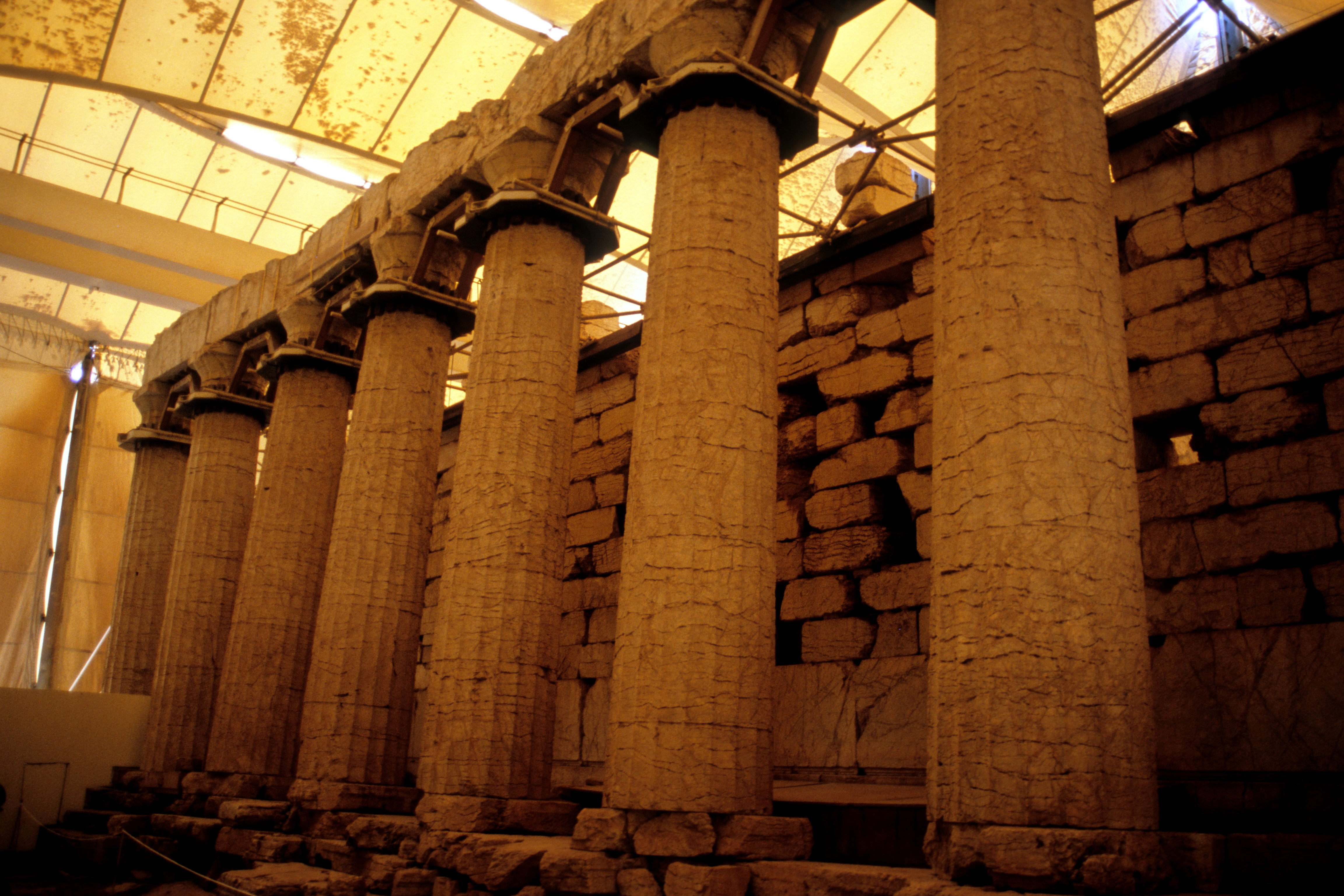
A védőtető alatt álló épület egyik oszlopsora

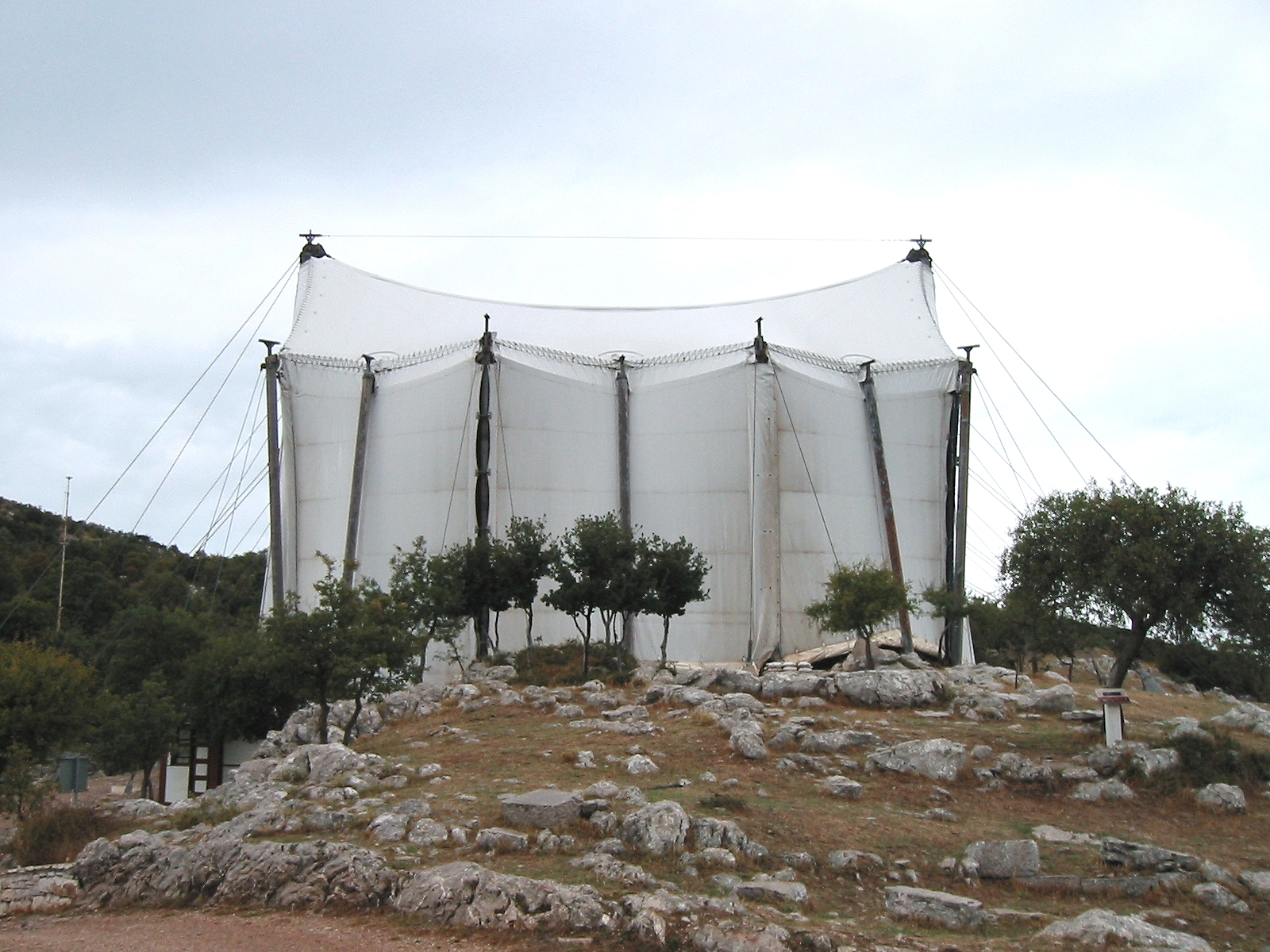
A védőtetővel fedett épület

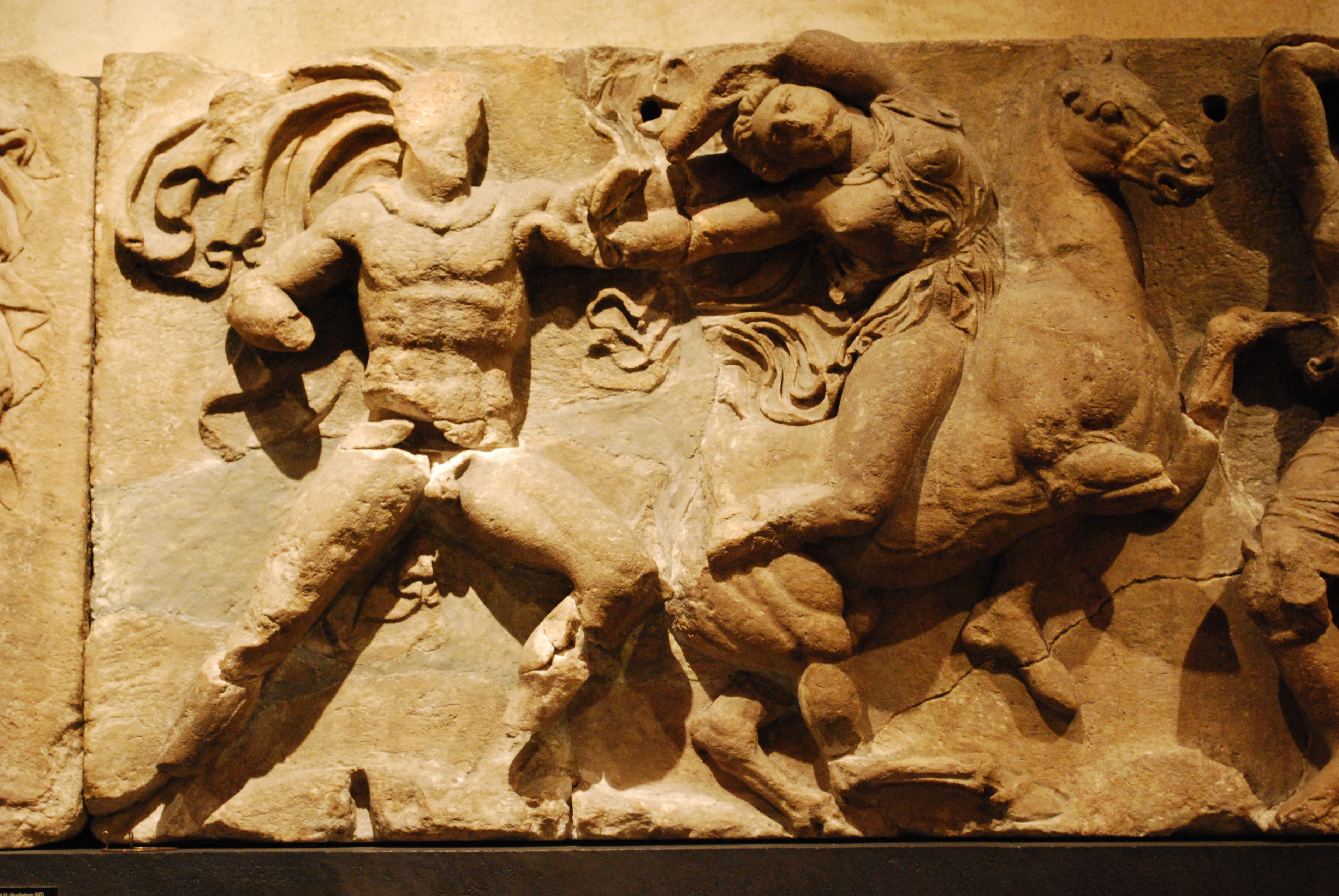
A fríz részlete, London, British Museum

Apollón Epikuriosz temploma egy ókori eredetű épület Görögországban a Peloponnészoszi-félszigeten. Az i. e. 429 és i. e. 400 között emelt templom 1986-ban a görögországi helyszínek közül elsőként felkerült az UNESCO világörökségi listájára. 1990-ben a templomot vastag sátorponyvával fedték le, hogy megóvják az időjárás viszontagságaitól. Bár a tetőzetet leszámítva érintetlen, mégis 1765-ig ismeretlen volt a nyugati világ számára. A dór, ión és korinthoszi stíluselemeket egyesítő templom már a negyedik épület ugyanezen a helyen. Az elkészült templomot Apollón Epikuriosznak („a segítőnek”) szentelték. A melléknév két dologra utalhat, ezek közül az egyik a peloponnészoszi háború idején pusztító pestis, a másik egyfajta harcos kultuszhoz is kapcsolódhatott. Szokatlan módon a görög templomok szokásos kelet-nyugati tájolásától eltérően észak-déli tájolású. Az épületet díszítő szobrokat, az oszlopfőket, a kazettás mennyezet részeit és a frízeket márványból faragták, a többi rész helyben bányászott szürke kőzetből készült. A harmincnyolc méter hosszú és tizennégy métere széles épület rövidebb oldalán hat, a hosszabbikon tizenöt oszlop állt. Méretviszonyait tekintve a delphoi-ban álló Apollón-templomra emlékeztet, amely akkoriban Görögország legfontosabb szent helyeinek egyike volt. A templom belső része a szokásos csarnokokat tartalmazza, de a gazdagon díszített szentély forradalmi újításnak számított. Legnagyobb újításként a naosz hátsó falát nem fal, hanem egy korinthoszi oszlop választotta el az adütontól, ennek a stílusnak legkorábbi ismert példánya. A templom dór stílusú, mégis volt egy mozgalmas jeleneteket ábrázoló fríze, ami szokatlan módon a cella belsejében a fal felső szélén futott körbe a mennyezetet tartó vízszintes fagerendák alatt.

## Felfedezése, régészeti feltárások
Basszai az ókori Árkádia délnyugati szélén, a Kotilion-hegy kilométerekről látható szilaszirtjén helyezkedik el. Apolló Epikuriosz temploma 1130 méteres tengerszint feletti magasságban fekszik. Az épület egy hosszú és mély völgykatlan peremén áll és feltehetőleg félreeső fekvése miatt a többi Görögországban található ókori templomhoz képest jó állapotban maradt meg. A templom az i. sz. 2. században élt Pauszaniasz csodálatát is kivívta, aki így írt róla: „A Peloponnészosz valamennyi templomát rangsorolva, a tegeai templom után ezt kell a második legszebbnek tartanunk a márvány szépsége és az épület csodálatos arányai miatt.” (Pauszaniasz: Görögország leírása, VIII. 41,8, Muraközy Gyula fordítása)
A korai középkorban a templom fémkapcsait eltávolították, ennek következtében a falak és a tető károsodtak. Bár a tetőzetet leszámítva így is viszonylag jó állapotban maradt fenn mégis 1765-ig ismeretlen volt a nyugati világ számára. A templomot Joachim Bocher francia építész fedezte fel, akinek a vázlatait jelenleg a londoni Victoria & Albert Museum őrzi. A cella ión oszlopai fölött egykor egy huszonhárom domborműből álló frízt helyeztek el, amit 1811-ben a londoni British Museumban állítottak ki. A Parthenón fríze mellett ez a klasszikus görög kor másik legjobb állapotban fennmaradt dombormű együttese. Amikor 1854-ben Charles Robert Cockerell a University Galleries-t építette Oxfordban (ma az Ashmolean Museum), külsejében is visszaidézte a szokatlan basszai oszloptípusokat, a belső díszlépcső fölött pedig a templom cellájának szoborfrízéből készült gipszöntvényeket helyeztek el. Itt a festett háttérrel és a megfelelő magasságban kialakított építészeti környezetben lényegében valódi képet alkothatunk arról, hogy egy ilyen szobrászati alkotás milyen szerepet játszott az épület díszítésében.
A 19. század végén az angol C. R. Ceckerell és John Forster, valamint a német Karl Haller von Hallerstein tanulmányozta a területet. A tervszerű ásatásokat először csak 1902 és 1908 között folytattak a Görög Régészeti Társaság munkatársainak közreműködésével, Panagiotisz Kavvadiasz vezetésével amikor részlegesen újjá is építették.
1986-ban a görögországi helyszínek közül elsőként került fel az UNESCO világörökségi listájára. 1990-ben a templomot vastag sátorponyvával fedték le, hogy megóvják az időjárás viszontagságaitól. A folyamatos földrengésveszély miatt az épület egyes részeit vaskapcsokkal erősítették meg, hogy megelőzzék további károsodását.

## Elhelyezkedése, építése
A hegy két szintjét elfoglaló terület az innen közel tíz kilométerre fekvő Phigalia városállamhoz tartozott. A hagyomány szerint a templom egy fogadalom után épült, a helybeliek ugyanis megfogadták, hogy templomot emelnek, ha a környéken pusztító pestisjárvány megkíméli őket. Az elkészült templomot Apollón Epikuriosznak („a segítő” Apollónnak) szentelték. A melléknév két dologra utalhat, ezek közül az egyik a peloponnészoszi háború idején pusztító pestis. A nagyszámú előkerült bronz fogadalmi ajándékból arra következtetnek, hogy a jelző egyfajta harcos kultuszhoz is kapcsolódhatott. Erre utalhat az is, hogy az Apollón-kultusz már jóval korábbról kimutatható, mint hogy a pestisjárvány nagy pusztítást végzett Athénban és Görögország többi részén. A fogadalmi ajándékok vizsgálata alapján valószínűsíthető, hogy a helyi kultusz az i. e. 7. századra nyúlik vissza. A feltárt tárgyak elemzése során arra a következtetésre jutottak, hogy a „segítő” Apollónhoz inkább katonai, mint egészségügyi kérdésekben fordultak. A kultuszt és a templom építését feltehetőleg nem csak a városállam, hanem egész Árkádia támogatta, főleg az árkádiai zsoldosok. A templomban tartott kultikus szertartások részleteiről nem maradtak fenn leírások és az oromdíszül szolgáló, valamint a kultikus célokra felállított szobrok is elpusztultak.
A dór, ión és korinthoszi stíluselemeket egyesítő templom már a negyedik épület ugyanezen a helyen, építésekor az eredetileg itt álló korábbi épület kőtömbjeit is felhasználták. A délnyugat felé elterülő árkádiai városállam, a közeli Phigaleia lakói i. e. 429-ben kezdték el építeni. A munkálatok i. e. 421-ben feltételezhetően megszakadtak, amikor a terület spártai fennhatóság alá került. A spártaiak i. e. 415-ig uralkodtak, azután az építkezés valószínűleg folytatódott és i. e. 400 körül fejeződhetett be. Arányait tekintve a templom ugyanezen a helyen álló elődjét követhette, amelynek eredménye a korban szokatlannak számító hosszú és viszonylag keskeny peripterosz típusú épület lett.
Általános a feltevés, hogy a templomot a híres athéni Parthenón építője, Iktinosz tervezte. A 2. században alkotó Pauszainasz földrajztudós is Iktinoszt nevezi meg a templom építészeként, de a mai szakértők szerint társa is volt, Kallikratész, akivel már nem először dolgozott együtt. Az építész személye ezzel együtt nem kellőképpen tisztázott, ugyanis vannak arra utaló jelek is, hogy egy helybéli mester lehetett.

## Leírása
Szokatlan módon a görög templomok szokásos kelet-nyugati tájolásától eltérően észak-déli tájolású. Ez valószínűleg a korábbi épület elhelyezkedése miatt van így, esetleg kultikus okai lehettek. A templom észak-déli meghosszabbított tengelye pont az innen látható Ithome-hegyre mutat, ami a messzéniaiak egyik erődítménye volt, és akiket az árkádiaiak gyakran segítettek a Spárta elleni háborúikban. Az épületet díszítő szobrokat, az oszlopfőket, a kazettás mennyezet részeit és a frízeket márványból faragták, a többi rész helyben bányászott szürke kőzetből készült. A klasszikus kor templomaihoz képest szokatlanul hosszú épület az i. e. 6. század régebbi templomaira emlékeztet, az oszlopok arányai viszont a klasszikus görögség sajátosságait idézik.
A harmincnyolc méter hosszú és tizennégy métere széles épület peripterosz elrendezésű; a perisztaszisz rövidebb oldalán hat, a hosszabbikon tizenöt oszlop állt, az épület szélességének és hosszúságának aránya 2:5. Méretviszonyait tekintve a delphoi-ban álló Apollón-templomra emlékeztet, amely akkoriban Görögország legfontosabb szent helyeinek egyike volt. A templom adütonjában a hívek jóslatokért folyamodtak. A homlokzat hat oszlopa vastagabb, mint a másik három oldalon álló oszlopok. Ennek két oka lehet, vagy egy direkt archaizálás, vagy az, hogy ezeket az oszlopokat az építkezés egy korábbi szakaszában állították fel. Külseje meglehetősen konvencionális, a belső terének és cellájának kialakítása azonban díszes és rendkívül szokatlan. Hasonlóan a többi peloponnészoszi dór templomhoz, faragott metopékat csak az előcsarnok koronapárkányzatára helyeztek el. Ez viszont arra utal, hogy az építész egy helyi származású mesterember lehetett és nem az athéni Iktiosz volt. A timpanon nem tartalmazott domborműveket, kialakítása is túl mély volt hozzá. A perisztaszisz oszlopain nem alkalmaztak optikai korrekciót, viszont az egész épület díszítőelemei sokkal hangsúlyosabbak, mint maga az építészeti kiképzése.

### A belső tér
A templom belső része a szokásos csarnokokat tartalmazza, de a gazdagon díszített szentély forradalmi újításnak számított, ami Pauszaniasznak azt az állítását támasztja alá, hogy a Parthenónt is tervező Iktinosz volt az építész. Az épület belső tere mind az i. e. 4. századi, mind a hellenisztikus építészetre nagy hatást gyakorolt. Építői az egységes térhatást inkább festészeti, mint építészeti eszközökkel érték el. A fal síkjából kiemelkedő díszítőelemek mozgással töltötték meg a teret. Az új stílusú térkiképzés megszüntette a templomhajók határvonalait és szinte mentesítette az oszlopokat és az áthidaló gerendákat építészeti feladatuktól.
A cella oszlopai nem szabadon állnak, hanem az oldalfalakhoz kapcsolódnak és a külső oszlopoktól eltérően nem dór, hanem ión stílusúak. A karcsú, magas, erősen kiugró lábazaton álló oszlopokat falkiszögelések kötik össze a mellettük álló oldalfallal, így egymás mellett álló fülkék sokaságát hozták létre. Az oszlopok lábazata sokkal szélesebb, mint az oszloptörzs, így a kettőt egy görbület köti össze; a féloszlopok alatt ez a talapzat így nem félkör, hanem majdnem teljes kör alakú. A ión oszloprend, amit eredetileg az épületek külső díszítésére használtak, ezzel a belső tér meghatározó része lett. Legnagyobb újításként a naosz hátsó falát nem fal, hanem egy korinthoszi oszlop választotta el az adütontól, ennek a stílusnak legkorábbi ismert példánya. Az oszlop azóta elpusztult, csak a 20. század elején folytatott ásatások során készített rajzok alapján alkothatunk képet róla. Ennek a magányosan álló oszlopnak szakrális jelentősége volt, egyes kutatók szerint a mükénéi korra vezethető vissza.
A legmeglepőbb újdonság az volt, hogy az adütonba oldalról lehetett belépni. Ez az adüton feltételezhetően már a korábbi épületben is létezett. Hátul egy bizonytalan funkciójú helyiség volt, kelet felé tekintő, eredetileg egy rögzített rács által takart ajtószerű nyílással. Ennek feltételezhetően az volt a szerepe, hogy a felkelő nap megvilágíthassa a helyiség délnyugati oldalában magasodó kétszeres életnagyságú Apollón-szobrot.

### A fríz
Noha ez a templom dór stílusú, mégis volt egy mozgalmas jeleneteket ábrázoló fríze, ami szokatlan módon a cella belsejében, a fal felső szélén futott körbe a mennyezetet tartó vízszintes fagerendák alatt. A déli és a keleti frízen amazonok csatáját, nyugaton és északon kentaurok harcát jelenítették meg. A fríz belső elhelyezésére az lehet a magyarázat, hogy a teljes jelenetsor egyszerre legyen látható és ne részleteiben, mint például az athéni Parthenónon. A jelek arra mutatnak, hogy a fríz egyes részeit nem a terveknek megfelelő sorrendben helyezték el. A zömök, meglehetősen erőteljes alakok, az amazonok és a kentaurok éles ellentétben állnak a klasszikus athén stílussal, de olyan jellegzetességeket mutatnak, amelyek már hosszú ideje jellemezték a dél-görögországi szobrászatot. A ruha szorosan simul a testhez, hasonlóan ahhoz, ami Athénban figyelhető meg az i. e. 5. század végén.